# Laura Maire
Laura Maire (* 11. Oktober 1979 in Pfaffenhofen an der Ilm) ist eine deutsche Schauspielerin, Synchronsprecherin sowie Hörspiel- und Hörbuchsprecherin.

## Leben
Laura Maire ist die Tochter des Schauspielers und Synchronsprechers Fred Maire.
1991 lieh sie Anna Chlumsky als Vada Sultenfuss in dem Film My Girl – Meine erste Liebe ihre Stimme. Von 1995 bis 1997 sprach sie die deutsche Stimme von Neri (Marzena Godecki) in der Jugendserie Ocean Girl.
Ihre Schauspielausbildung absolvierte Laura Maire an der Hochschule für Musik und Darstellende Kunst Frankfurt.
Bekannt wurde Maire durch ihre Hauptrolle in der 26-teiligen Fernsehserie Verdammt verliebt, die 2002 im Vorabendprogramm der ARD ausgestrahlt wurde. Für ihre Darstellung der Jule Thürhoff wurde sie beim Filmfest München 2001 mit dem „Rising Movie Talent Award“ ausgezeichnet.
Maire war mit Gastrollen in zahlreichen Fernsehserien zu sehen, darunter alphateam – Die Lebensretter im OP, Mit Herz und Handschellen, Küstenwache und Die Rosenheim-Cops. 2004 gab sie ihr Spielfilmdebüt in Süperseks.
2007 war sie Sprecherin der Marie in der Uraufführung der Hörspielfassung von Krieg der Knöpfe live in der ARD. Außerdem synchronisierte sie Ashley Greene als Alice Cullen im Kinofilm Twilight – Bis(s) zum Morgengrauen. Ebenfalls 2007 wurde die Hörspielfassung der Erzählung Das Gespenst von Canterville (mit Maire in der Rolle der Virginia) in der Kategorie „Das besondere Hörbuch – Musik“ ausgezeichnet.
In der deutschen Version der HBO-Fernsehserie Game of Thrones leiht sie der Schauspielerin Rose Leslie (Ygritte) ihre Stimme.
2012 war sie Sprecherin einer Hörbuchfassung des Romans Divergent – die Bestimmung von Veronica Roth.

## Ehrungen und Auszeichnungen
Für ihre Lesung des Romans Nichts von Janne Teller erhielt Laura Maire den Deutschen Hörbuchpreis 2011 in der Kategorie Beste Interpretin.

## Filmografie (Auswahl)
- 2002: Verdammt verliebt
- 2005: Die Rosenheim-Cops – Tödliche Düfte
- 2006: Pfarrer Braun – Ein Zeichen Gottes
- 2007: Der Bulle von Tölz: Krieg der Camper
- 2010: Donna Leon – Lasset die Kinder zu mir kommen
- 2014: Die Rosenheim-Cops – Zu Tode meditiert

## Synchronisation (Auswahl)
Anna Chlumsky
- 1991: My Girl – Meine erste Liebe als Vada Margaret Sultenfuss
- 1994: My Girl 2 – Meine große Liebe als Vada Margaret Sultenfuss

Haley Bennett
- 2012: Outlaw Country als Annabel Lee
- 2016: A Kind of Murder als Ellie

Masami Nagasawa
- 2013: Der Mohnblumenberg als Umi Matsuzaki
- 2016: Your Name. – Gestern, heute und für immer als Miki Okudera

Phoebe Fox
- 2014: Die Frau in Schwarz 2: Engel des Todes als Eve Parkins
- 2015: Eye in the Sky als Carrie Gershon

Sarah Bolger
- 2008–2011: Die Tudors als Mary Tudor
- 2013: Die Sehnsucht der Falter als Rebecca
- 2013: Crush als Jules

Rose Leslie
- 2011–2019: Game of Thrones als Ygritte
- 2022: The Time Traveler’s Wife als Clare Abshire
- 2022: Tod auf dem Nil (2022) als Louise Bourget

Rina Satō
- 2016: Sailor Moon Crystal als Rei Hino/Sailor Mars
- 2021: Sailor Moon Eternal als Rei Hino/Sailor Mars
- 2024: Sailor Moon Cosmos als Rei Hino/Sailor Mars

Kirsten Dunst
- 1994: Betty und ihre Schwestern als Amy March (jung)
- 1994: Interview mit einem Vampir als Claudia
- 1995: Jumanji als Judy Shepherd
- 1997: Absturz in der Wildnis als Bonnie

Ashley Greene
- 2008: Twilight – Biss zum Morgengrauen als Alice Cullen
- 2009: New Moon – Biss zur Mittagsstunde als Alice Cullen
- 2010: Eclipse – Biss zum Abendrot als Alice Cullen
- 2011: Breaking Dawn – Biss zum Ende der Nacht, Teil 1 als Alice Cullen
- 2011: Liebe gewinnt als Brooklyn Milligan
- 2012: Apparition – Dunkle Erscheinung als Kelly
- 2012: Breaking Dawn – Biss zum Ende der Nacht, Teil 2 als Alice Cullen
- 2012: LOL als Ashley
- 2014: Weg mit der Ex als Evelyn
- 2015: Staten Island Sommer als Krystal Manicucci

### Filme
- 1993: Laura Bell Bundy in Die Abenteuer von Huck Finn als Susan Wilks
- 2006: Déborah François in Das Mädchen, das die Seiten umblättert als Mélanie Prouvost
- 2009: Cristiana Capotondi in Ex als Giulia
- 2012: Sarah Gadon in Die Tore der Welt als Philippa
- 2015: Britt Robertson in Kein Ort ohne dich als Sophia Danko
- 2016: Gemma Arterton in Ihre beste Stunde – Drehbuch einer Heldin als Catrin Cole
- 2019: Rose Byrne in I Am Mother als Mutter
- 2019: Sharon Rooney in Dumbo (2019) als Miss Atlantis

### Serien
- 1996–1998: Marzena Godecki in Ocean Girl als Neri
- 2005–2008: Summer Glau in 4400 – Die Rückkehrer als Tess Doerner
- 2012–2013: Lucy DeVito in Melissa & Joey als Stephanie Krause
- 2012–2019: Ginnifer Goodwin in Once Upon a Time – Es war einmal … als Snow White
- 2015: Stevie Lynn Jones in Crisis als Beth Ann Gibson
- 2015–2016: Madison Davenport in From Dusk Till Dawn: The Series als Kate Fuller
- 2016–2022: Florence Faivre in The Expanse als Julie Mao
- 2017–2021: Maria Naganawa in Miss Kobayashi's Dragon Maid als Kanna Kamui
- 2017: Die Walkinder – Ryoko Maekawa als Furano
- 2018: Aya Endō in Violet Evergarden als Cattleya Baudelaire
- 2023: Reina Ueda in Meine ganz besondere Hochzeit als Miyo Saimori

## Hörspiel / Hörbuch (Auswahl)
Maire ist im Laufe ihrer Karriere bereits für verschiedene Verlage tätig gewesen, so etwa für der Hörverlag, Hörbuch Hamburg, der Audio Verlag, Lübbe Audio, Argon Verlag & Audible.
- 2000: Bernd Grashoff: Der Nibelungen Mord (BR) Regie: Martina Boette-Sonner.
- 2004: Eoin Colfer: Artemis Fowl als Holly Short (SWR/NDR)
- 2006: Judith Lorentz: Das Gespenst von Canterville Orchesterhörspiel nach Oscar Wilde – Regie: Judith Lorentz (Kinderhörspiel – SWR / HR / BR / DLR / NDR)
- 2007: Otfried Preußler: Die kleine Hexe Regie: Annette Kurth (WDR)
- 2008: Louis-Ferdinand Céline: Reise ans Ende der Nacht (3 Teile); Regie: Ulrich Lampen (BR)
- 2009: James Matthew Barrie: Peter Pan als Wendy; Regie: Judith Lorentz (NDR)
- 2010: Janne Teller: Nichts. Was im Leben wichtig ist; Hörbuch Hamburg, ISBN 978-3-8449-0154-2
- 2011: Chevy Stevens: Never Knowing: Endlose Angst, Argon Verlag, Hörbuch-Download, ISBN 978-3-7324-1126-9 (ungekürzt: Audible)
- 2011: Juma Kliebenstein Anton und Antonia machen immer Chaos
- 2012: Astrid Lindgren: Pippi Langstrumpf (6 Teile)
- 2012: Veronica Roth: Divergent – die Bestimmung – Hörbuch (Hörverlag)
- 2013: Otfried Preußler: Der kleine Wassermann – Hörspiel (Sprecherin)Regie:Annette Kurth (WDR)
- 2013: Inga Helfrich: Ich Wir Ihr Sie Regie: Inga Helfrich (BR)
- 2013: Samantha Shannon: Die Träumerin, Hörbuch Hamburg, ISBN 978-3-8449-0942-5 (Hörbuch-Download)
- 2013: Michael Robotham: Sag, es tut Dir leid
- 2014: Barry Jonsberg: Das Blubbern von Glück
- seit 2015: Tanya Stewner: Alea Aquarius
- 2016: Cornelia Funke: Igraine Ohnefurcht
- 2017: Gail Honeyman: Ich, Eleanor Oliphant
- seit 2018: Viviane & Leonhard Koppelmann: Grimms Märchen & Verbrechen – Hörspiel (Sprecherin), ARD Audiothek
- 2018: Françoise Sagan: Bonjour Tristesse (in der Neu-Übersetzung von *Rainer Moritz) – Hörbuch
- 2018: Andreas Eschbach: NSA – Hörbuch, Lübbe Audio
- 2018: Nell Leyshon: Die Farbe von Milch
- 2019: Christelle Dabos: Die Verlobten des Winters (Hörbuch), Band eins der Spiegelreisenden-Saga, der Hörverlag, ISBN 978-3-8445-3357-6 (ungekürzt: Audible)
- 2020: Ursula Poznanski: Cryptos (Hörbuch), Loewe Verlag der Hörverlag (Audible)
- 2021: Andreas Pflüger: Ritchie Girl, Random House Audio, ISBN 978-3-8371-5763-5
- 2021: Carry Brachvogel: Der Kampf um den Mann, Bayern 2, ARD Audiothek
- 2022: Nils Westerboer: Athos 2643, der Audio Verlag, ISBN 978-3-7424-2309-2 (Hörbuch-Download)
- 2023: Natalie Haynes: Stone Blind – Der Blick der Medusa, Hörbuch Hamburg & BookBeat, ISBN 978-3-86952-580-8 (Hörbuch-Download)
- 2024: Ursula Poznanski: Pauline Pechfee & Die allerbeste Prinzessin, der Hörverlag, ISBN 978-3-8445-5135-8 (Hörbuch)
- 2025: Maddy Mara: Naomi, der Regenbogendrache, Hörbuch Hamburg, ISBN 978-3-8449-4261-3 (Hörbuch, Dragon Girls – Band 3)